# The Webbers
Pour plus de détails, voir Fiche technique et Distribution.
The Webbers (At Home with the Webbers) est un téléfilm américain de 1993 réalisé par Brad Marlowe. 

## Synopsis
Le film tourne autour d'une famille américaine typique qui participe à une émission de télé-réalité.

## Fiche technique
genre : aventure , drame , comédie

## Distribution
- Jeffrey Tambor : Gerald Webber
- Jennifer Tilly : Miranda Webber
- David Arquette : Johnny Webber
- Rita Taggart : Emma Webber
- Brian Bloom : Josh
- Robby Benson : Roger Swade
- Caroline Goodall : Karen James
- Johnathon Schaech : Giampaolo
- Alyssa Milano : une fan
- Luke Perry : un fan